# Barrick Gold
Barrick Gold Corporation er et canadisk metalmineselskab med hovedkvarter i Toronto. De udvinder guld, kobber og sølv på 16 lokaliteter i 13 lande.
Barrick var verdens største guldmineselskab indtil Newmont Corporation opkøbte Goldcorp i 2019.